# Tercera Federación
Die Tercera Federación (ehemals Tercera División RFEF) ist nach Primera División, Segunda División, Primera Federación und Segunda Federación die fünfthöchste Spielklasse im spanischen Fußball. Die Liga wird von der Real Federación Española de Fútbol geleitet. Bis zur Gründung der Segunda B 1977 war die Tercera División ihrem Namen entsprechend dritte spanische Liga. Bis einschließlich der Saison 2020/21 war die Liga viertklassig.
In jeder der 18 Gruppen spielen 20 Mannschaften je ein Heim- und ein Auswärtsspiel gegeneinander.
Die vier besten Vereine jeder Gruppe spielen Relegationsspiele gegeneinander. Die zweiten Mannschaften eines Vereins können nicht aufsteigen, sollte sich die erste Mannschaft in der Liga darüber befinden. Die letzten vier Teams jeder Gruppe steigen in eine Regionalliga ab. Sollte die erste Mannschaft eines Klubs absteigen, steigt die zweite Mannschaft dieses Teams automatisch ab, sofern sie sich in der Liga befindet, in die die erste Mannschaft absteigt.

## Gliederung

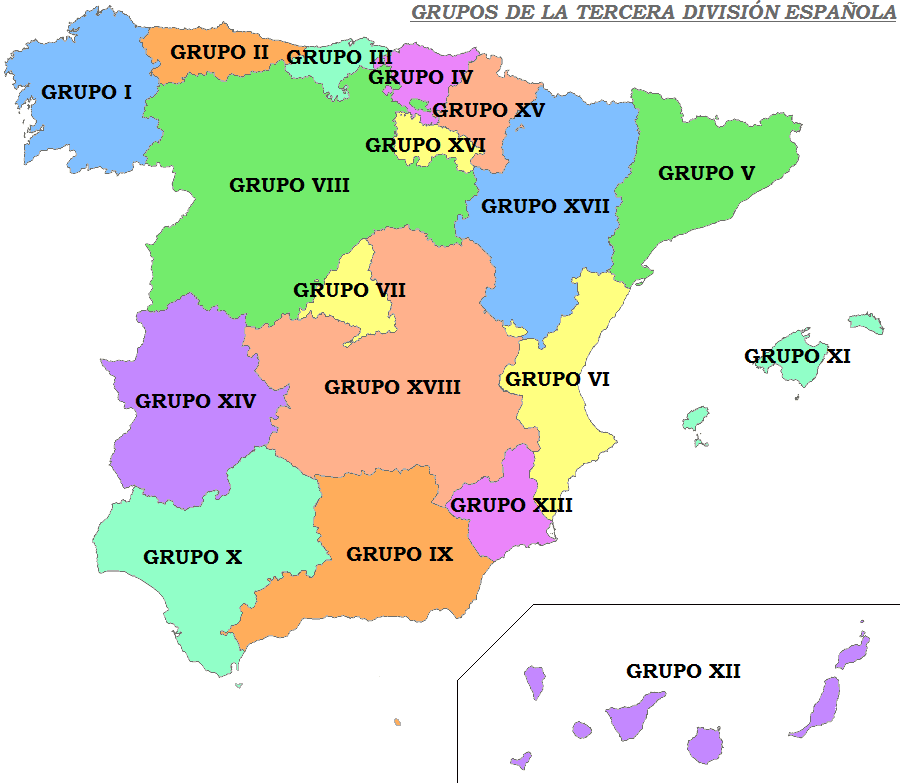
Gruppengliederung der Tercera División Española

Bis auf Andalusien sowie Ceuta und Melilla sind die Gruppen der Tercera División identisch mit den Autonomen Gemeinschaften Spaniens. Ostandalusien bildet mit Melilla die 9. Gruppe, Westandalusien mit Ceuta die 10.
| Gruppe | Vereine                    |
| ------ | -------------------------- |
| 1.     | Galicien                   |
| 2.     | Asturien                   |
| 3.     | Kantabrien                 |
| 4.     | Baskenland                 |
| 5.     | Katalonien                 |
| 6.     | Valencia                   |
| 7.     | Madrid                     |
| 8.     | Kastilien und León         |
| 9.     | Ost-Andalusien und Melilla |

| Gruppe | Vereine                   |
| ------ | ------------------------- |
| 10.    | West-Andalusien und Ceuta |
| 11.    | Balearen                  |
| 12.    | Kanaren                   |
| 13.    | Murcia                    |
| 14.    | Extremadura               |
| 15.    | Navarra                   |
| 16.    | La Rioja                  |
| 17.    | Aragonien (mit Andorra)   |
| 18.    | Kastilien-La Mancha       |